# زیردریایی کی-۱۳۱
زیردریایی کی-۱۳۱ (به انگلیسی: Soviet submarine K-131) یک زیردریایی است. این زیردریایی در سال ۱۹۶۶ ساخته شد.